# Tretjärnarna (Alanäs socken, Jämtland, 712314-148078)
Tretjärnarna är en sjö i Strömsunds kommun i Jämtland och ingår i Ångermanälvens huvudavrinningsområde.